# Гутвайлер
Гутвайлер (нім. Gutweiler) — громада в Німеччині, розташована в землі Рейнланд-Пфальц. Входить до складу району Трір-Саарбург. Складова частина об'єднання громад Рувер.
Площа — 2,51 км2. Населення становить 706 ос. (станом на 31 грудня 2020).